# Vesthøgdnutane
Vesthøgdnutane är en bergstopp i Antarktis. Den ligger i Östantarktis. Australien gör anspråk på området. Toppen på Vesthøgdnutane är 1 072 meter över havet.
Terrängen runt Vesthøgdnutane är lite kuperad. Trakten är obefolkad. Det finns inga samhällen i närheten.